# Batrisodes venustus
Batrisodes venustus é uma espécie de insetos coleópteros polífagos pertencente à família Staphylinidae.
A autoridade científica da espécie é Reichenbach, tendo sido descrita no ano de 1816.
Trata-se de uma espécie presente no território português.